# Calosso
Calosso – miejscowość i gmina we Włoszech, w regionie Piemont, w prowincji Asti.
Według danych na styczeń 2009 gminę zamieszkiwały 1323 osoby przy gęstości zaludnienia 84,1 os./1 km².